# Iktoenoep
De Iktoenoep (Russisch: Иктунуп) is een schildvulkaan in het noordelijke deel van het Centraal Gebergte in het centrale deel van het Russische schiereiland Kamtsjatka. De vulkaan ligt op 5 kilometer ten westen van de grotere en lagere schildvulkaan Toenipiljakoem, is basaltisch tot basalt-andesiet van samenstelling en stamt uit het late Kwartair.